# Liste des gouverneurs de Porto Rico

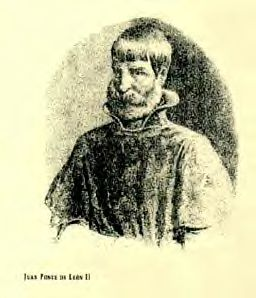
Juan Ponce de León II, de Porto Rico, petit-fils du premier gouverneur, et le premier gouverneur natif de l'île

Cette liste des gouverneurs de Porto Rico (en espagnol : Gobernador de Puerto Rico) comprend toutes les personnes qui ont occupé ce poste, que ce soit sous domination espagnole ou américaine. Le gouverneur de Porto Rico est le chef de gouvernement du Commonwealth de Porto Rico. Le poste a été créé par l'Empire espagnol au cours du XVIe siècle à la suite de la colonisation de l'archipel.
La première personne à occuper officiellement le poste a été le conquistador espagnol Juan Ponce de León en 1509. À l'époque, la monarchie espagnole était chargée de nommer le fonctionnaire qui remplirait cette fonction. Le premier natif portoricain à avoir exercé la fonction était Juan Ponce de León II, comme gouverneur par intérim en 1579. Au cours de cette administration, tous ceux qui ont été nommés pour occuper le poste avaient servi une autre fonction au sein du gouvernement de l'Empire ou de l'Église catholique romaine. En 1898, les États-Unis ont envahi Porto et le gouvernement espagnol leur a cédé le contrôle de l'île. Au cours des deux premières années, l'ensemble du gouvernement était nommé par le président des États-Unis. En 1900, le gouvernement américain a approuvé la création de la loi Foraker comme une loi fédérale, cette loi a établi un gouvernement civil dans l'île. En 1947, le Elective Governor Act a été promulgué, ce qui a créé un nouveau système dans lequel, depuis 1948, le gouverneur est élu par le biais d'un processus démocratique, tous les quatre ans. Le gouverneur est responsable de la branche exécutive de Porto Rico et est chargé de nommer les chefs de secrétariat, y compris le secrétaire d'État, qui remplit le rôle de lieutenant-gouverneur, du pouvoir législatif ombudsman et Comptroller et tous les juges de la branche judiciaire.

## Histoire

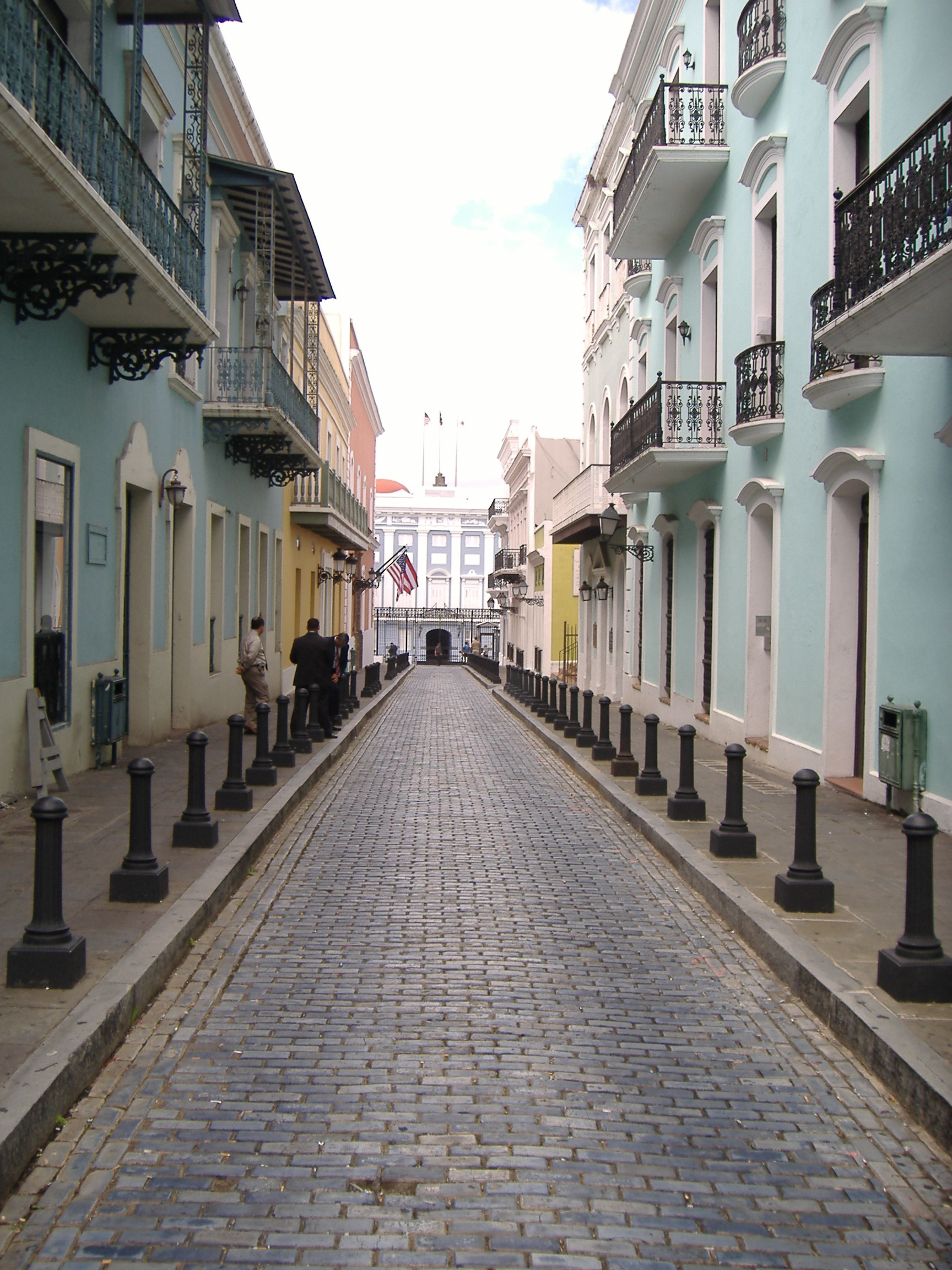
Entrée principale de La Fortaleza, la résidence officielle du gouverneur

Lorsque l'Empire espagnol a colonisé Porto Rico au cours du XVIe siècle, le conquistador espagnol Juan Ponce de León s'est imposé comme premier gouverneur de l'île en remplacement Vicente Yáñez Pinzón, qui a été nommé pour prendre la position de capitaine général de la ville de Porto Rico avant la colonisation de l'île, mais n'a jamais exercé cette fonction. Au cours de cette période, la monarchie espagnole a été chargée de nommer le gouverneur de Porto Rico, la personne sélectionnée a été chargée du développement de l'île et de la richesse et a été responsable de la déclaration d'état de la colonie à l'Empire espagnol. Après 1580, la Capitainerie générale de Porto Rico a été créé, et le bureau du capitaine général a été ajouté au gouverneur.
Le 25 juillet 1898, au déclenchement de la guerre hispano-américaine, Porto Rico a été envahi par les États-Unis, lorsque, après un bref conflit armé, l'armée américaine a atterri à Guánica. À l'issue de la guerre, l'Espagne a été contrainte de céder Porto Rico, ainsi que Cuba, les Philippines et Guam, aux États-Unis en vertu du Traité de Paris Porto Rico commence le XXe siècle sous la domination militaire des États-Unis avec des fonctionnaires, y compris le gouverneur, qui ont été nommés par le Président des États-Unis. En 1900, William McKinley signe la loi Foraker en tant que loi fédérale, établissant un gouvernement civil Le nouveau gouvernement avait un gouverneur et un conseil exécutif nommé par le Président, une Chambre des représentants avec 35 membres élus, un système judiciaire avec une Cour Suprême, et un commissaire résident non votant au Congrès. Le premier gouverneur civil de l'île en vertu de la loi Foraker était Charles Herbert Allen. Ce système était encore utilisé après l'approbation de la loi Jones-Shafroth, qui a modifié la structure du gouvernement de Porto Rico, et a été en usage jusqu'en 1948.
À la suite de l'approbation du Elective Governor Act par le président Harry S. Truman en 1947, le gouverneur a été élu par un processus démocratique, tous les quatre ans depuis 1948 Dans ce système, le gouverneur est chargé du gouvernement de l'île.

## Liste des gouverneurs de Porto Rico

### Gouverneurs sous l'administration coloniale espagnole
| Image | Nom                                                     | Début de mandat | Fin de mandat | Référence |
| ----- | ------------------------------------------------------- | --------------- | ------------- | --------- |
|       | Capitaine général Don Juan Ponce de León                | 1509            | 1512          | [ 5 ]     |
|       | Juan Cerón                                              | 1511            | 1513          | [ 6 ]     |
|       | Rodrigo Moscoso                                         | 1513            | 1514          | [ 7 ]     |
|       | Capitaine général Cristóbal de Mendoza                  | 1514            | 1515          | [ 8 ]     |
|       | Capitaine général Don Juan Ponce de León                | 1515            | 1519          | [ 7 ]     |
|       | Sánchez Velázquez                                       | 1519            | 1519          | [ 8 ]     |
|       | Antonio de la Gama                                      | 1519            | 1521          | [ 8 ]     |
|       | Pedro Moreno                                            | 1521            | 1523          | [ 8 ]     |
|       | Évêque Alonso Manso                                     | 1523            | 1524          | [ 8 ]     |
|       | Pedro Moreno                                            | 1524            | 1529          | [ 8 ]     |
|       | Antonio de la Gama                                      | 1529            | 1530          | [ 8 ]     |
|       | Lieutenant général Francisco Manuel de Landó            | 1530            | 1536          | [ 8 ]     |
|       | Vasco de Tiedra                                         | 1536            | 1537          | [ 8 ]     |
|       | Vasco de Tiedra                                         | 1537            | 1544          | [ 8 ]     |
|       | Jerónimo Lebrón de Quiñones                             | 1544            | 1544          | [ 8 ]     |
|       | Lcdo.Iñigo López Cervantes de Loaisa                    | 1544            | 1546          | [ 8 ]     |
|       | Lcdo.Diego de Caraza                                    | 1546            | 1548          | [ 8 ]     |
|       | Diego de Caraza                                         | 1548            | 1550          | [ 8 ]     |
|       | Luis de Vallejo                                         | 1550            | 1555          | [ 8 ]     |
|       | Lcdo. Alonso Esteves                                    | 1555            | 1555          | [ 8 ]     |
|       | Lcdo. Diego de Caraza                                   | 1555            | 1561          | [ 8 ]     |
|       | Antonio de la Llama Vallejo                             | 1561            | 1564          | [ 8 ]     |
|       | Francisco Bahamonde De Lugo                             | 1564            | 1568          | [ 8 ]     |
|       | Francisco Solís                                         | 1568            | 1574          | [ 8 ]     |
|       | Francisco de Obando y Mexia                             | 1575            | 1579          | [ 8 ]     |
|       | Juan Ponce de León II                                   | 1579            | 1579          | [ 9 ]     |
|       | Jerónimo de Agüero Campuzano                            | 1580            | 1580          | [ 8 ]     |
|       | Capitaine général Juan de Céspedes                      | 1580            | 1581          | [ 8 ]     |
|       | Capitaine général Juan López Melgarejo                  | 1581            | 1582          | [ 8 ]     |
|       | Capitaine général Gen Diego Menéndez de Valdés          | 1582            | 1593          | [ 8 ]     |
|       | Colonel Pedro Suárez                                    | 1593            | 1597          | [ 8 ]     |
|       | Capitaine général Antonio de Mosquero                   | 1597            | 1598          | [ 8 ]     |
|       | Capitaine général Alonso de Mercado                     | 1599            | 1602          | [ 8 ]     |
|       | Capitaine général Sancho Ochoa de Castro                | 1602            | 1608          | [ 8 ]     |
|       | Gabriel de Rojas Párano                                 | 1608            | 1614          | [ 8 ]     |
|       | Capitaine général Felipe de Beaumont y Navarra          | 1614            | 1620          | [ 8 ]     |
|       | Juan de Vargas                                          | 1620            | 1625          | [ 8 ]     |
|       | Capitaine général Juan de Haro y Sanvitores             | 1625            | 1630          | [ 8 ]     |
|       | Capitaine général Enrique Enriquez de Sotomayor         | 1631            | 1635          | [ 8 ]     |
|       | Capitaine général Iñigo de la Mota Sarmiento            | 1635            | 1641          | [ 8 ]     |
|       | Capitaine général Agustín de Silva y Figueroa           | 1641            | 1641          | [ 8 ]     |
|       | Capitaine général Juan de Bolaños                       | 1642            | 1643          | [ 8 ]     |
|       | Fernando de la Riva Agüero y Setien                     | 1643            | 1648          | [ 8 ]     |
|       | Diego de Aguilera y Gamboa                              | 1649            | 1655          | [ 8 ]     |
|       | José Novoa y Moscoso Pérez y Buitron                    | 1655            | 1660          | [ 8 ]     |
|       | Capitaine général Juan Pérez de Guzmán y Chagoyen       | 1660            | 1664          | [ 8 ]     |
|       | Jerónimo de Velasco                                     | 1664            | 1670          | [ 8 ]     |
|       | Gaspar de Arteaga y Aunoavidao                          | 1670            | 1674          | [ 10 ]    |
|       | Diego Roblandillo                                       | 1674            | 1674          | [ 10 ]    |
|       | Capitaine général Baltazar Figueroa y Castilla          | 1674            | 1674          | [ 10 ]    |
|       | Alonso de Campos y Espinosa                             | 1675            | 1678          | [ 10 ]    |
|       | Juan de Robles Lorenzana                                | 1678            | 1683          | [ 10 ]    |
|       | Capitaine général Gaspar Martínez de Andino             | 1683            | 1685          | [ 10 ]    |
|       | Juan Francisco Medina                                   | 1685            | 1690          | [ 10 ]    |
|       | Gaspar de Arredondo y Valle                             | 1690            | 1695          | [ 10 ]    |
|       | Juan Francisco Medina                                   | 1695            | 1697          | [ 10 ]    |
|       | Tomás Franco                                            | 1697            | 1698          | [ 10 ]    |
|       | Antonio de Robles Silva                                 | 1698            | 1699          | [ 10 ]    |
|       | Gabriel Suárez de Ribera                                | 1700            | 1703          | [ 10 ]    |
|       | Diego Jiménez de Villarán                               | 1703            | 1703          | [ 10 ]    |
|       | Francisco Sánchez Calderón                              | 1703            | 1703          | [ 10 ]    |
|       | Pedro Arroyo y Guerrero                                 | 1704            | 1705          | [ 10 ]    |
|       | Juan Francisco Morla                                    | 1706            | 1706          | [ 10 ]    |
|       | Francisco Granados                                      | 1706            | 1708          | [ 10 ]    |
|       | Colonel Juan de Ribera                                  | 1709            | 1715          | [ 10 ]    |
|       | José Francisco Carreño                                  | 1716            | 1716          | [ 10 ]    |
|       | Alfonso Bortodano                                       | 1716            | 1720          | [ 10 ]    |
|       | Francisco Danio Granados                                | 1720            | 1724          | [ 10 ]    |
|       | Capitaine général José Antonio de Mendizabal y Azcue    | 1724            | 1730          | [ 10 ]    |
|       | Lieutenant-colonel Matías de Abadía                     | 1731            | 1743          | [ 10 ]    |
|       | Domingo Pérez de Mandares                               | 1743            | 1744          | [ 10 ]    |
|       | Colonel Juan José Colomo                                | 1744            | 1750          | [ 10 ]    |
|       | Colonel Agustín de Parejas                              | 1750            | 1751          | [ 10 ]    |
|       | Lieutenant-colonel Esteban Bravo de Rivero              | 1751            | 1753          | [ 10 ]    |
|       | Capitaine général Felipe Ramírez de Estenos             | 1753            | 1757          | [ 10 ]    |
|       | Esteban Bravo de Rivero                                 | 1757            | 1759          | [ 10 ]    |
|       | Mateo de Guaso Calderón                                 | 1759            | 1760          | [ 10 ]    |
|       | Esteban Bravo de Rivero                                 | 1760            | 1761          | [ 10 ]    |
|       | Lieutenant-colonel Ambrosio de Benavides                | 1761            | 1766          | [ 10 ]    |
|       | Colonel Marcos de Vergara                               | 1766            | 1766          | [ 10 ]    |
|       | Lieutenant-colonel José Trentor                         | 1766            | 1769          | [ 10 ]    |
|       | Colonel Miguel de Muesas                                | 1769            | 1776          | ,         |
|       | Colonel José Dufresne                                   | 1776            | 1783          | [ 10 ]    |
|       | Field marshal Don Juan Andrés Daban y Busterino         | 1783            | 1789          | [ 10 ]    |
|       | Colonel Francisco Torralbo y Robles                     | 1789            | 1789          | [ 10 ]    |
|       | Général de brigade Miguel Antonio de Ustariz            | 1789            | 1792          | [ 7 ]     |
|       | Colonel Francisco Torralbo y Robles                     | 1792            | 1794          | [ 10 ]    |
|       | Général de brigade Enrique Grimarest                    | 1794            | 1795          | [ 7 ]     |
|       | Field marshal Don Ramón de Castro y Gutiérrez           | 1795            | 1804          | [ 10 ]    |
|       | Toribio Montes                                          | 1804            | 1809          | [ 10 ]    |
|       | Salvador Meléndez Bruna                                 | 1809            | 1820          | [ 10 ]    |
|       | Général de brigade Juan Vasco y Pascual                 | 1820            | 1820          | [ 10 ]    |
|       | Gonzalo Arostegui y Herrera                             | 1820            | 1822          | [ 10 ]    |
|       | José Navarro                                            | 1822            | 1822          | [ 10 ]    |
|       | Francisco González Linares                              | 1822            | 1822          | [ 10 ]    |
|       | Lieutenant général Miguel Luciano de La Torre y Pando   | 1822            | 1837          | [ 10 ]    |
|       | Francisco Javier de Moreda y Prieto                     | 1837            | 1838          | [ 10 ]    |
|       | Field marshal Miguel López de Baños                     | 1838            | 1841          | [ 10 ]    |
|       | Lieutenant général Santiago Méndez de Vigo              | 1841            | 1844          | [ 10 ]    |
|       | Lieutenant général Rafael de Aristegui y Vélez          | 1844            | 1847          | [ 10 ]    |
|       | Field marshal Juan Prim                                 | 1847            | 1848          | [ 12 ]    |
|       | Lieutenant général Juan de la Pezuela y Cevallos        | 1848            | 1851          | [ 7 ]     |
|       | Enrique de España y Taberner                            | 1851            | 1852          | [ 7 ]     |
|       | Lieutenant général Fernando de Norzagaray y Escudero    | 1852            | 1855          | [ 7 ]     |
|       | Lieutenant général Andrés García Camba                  | 1855            | 1855          | [ 7 ]     |
|       | Lieutenant général José Lemery Ibrarrola Ney y Gonzalez | 1855            | 1857          | [ 7 ]     |
|       | Lieutenant général Fernando Cotoner y Chacon            | 1857            | 1860          | [ 7 ]     |
|       | Sabino Gamir Maladen                                    | 1860            | 1860          | [ 7 ]     |
|       | Lieutenant général Rafael Echague y Bermingham          | 1860            | 1862          | [ 7 ]     |
|       | Général de brigade Rafael Izquierdo y Gutierrez         | 1862            | 1863          | [ 7 ]     |
|       | Lieutenant général Félix María de Messina Iglesias      | 1862            | 1865          | [ 7 ]     |
|       | Lieutenant général José María Marchessi y Oleaga        | 1865            | 1867          | [ 7 ]     |
|       | Général Julián Juan Pavia Lacy                          | 1867            | 1868          | [ 7 ]     |
|       | Général José Laureano Sanz y Posse                      | 1868            | 1870          | [ 7 ]     |
|       | Lieutenant général Gabriel Baldrich                     | 1870            | 1871          | [ 7 ]     |
|       | Général Ramón Gómez Pulido                              | 1871            | 1872          | [ 7 ]     |
|       | Général Simón de la Torre Ormaza                        | 1872            | 1872          | [ 7 ]     |
|       | Général de brigade Joaquín Eurile Hernan                | 1872            | 1873          | [ 7 ]     |
|       | Lieutenant général Juan Martínez Plowes                 | 1873            | 1873          | [ 7 ]     |
|       | Général Rafael Primo de Rivera y Sobremonte             | 1873            | 1874          | [ 7 ]     |
|       | Général José Laureano Sanz y Posse                      | 1875            | 1875          | [ 7 ]     |
|       | Général Segundo de la Portilla Gutierrez                | 1875            | 1877          | [ 7 ]     |
|       | Général Manuel de la Serna Hernandez y Pinzón           | 1877            | 1878          | [ 7 ]     |
|       | Général José Gamir Maladen                              | 1878            | 1878          | [ 7 ]     |
|       | Général Eulogio Despujols y Dussay                      | 1878            | 1881          | [ 7 ]     |
|       | Général Segundo de la Portilla Gutierrez                | 1881            | 1883          | [ 7 ]     |
|       | Général Miguel de la Vega Inclán y Palma                | 1883            | 1884          | [ 7 ]     |
|       | Général Don Carlos Suances Campos                       | 1884            | 1884          | [ 7 ]     |
|       | Général Ramón Fajardo Izquierdo                         | 1884            | 1884          | [ 7 ]     |
|       | Général Luis Daban y Ramírez de Arellanó                | 1884            | 1887          | [ 7 ]     |
|       | Général Romualdo Palacios Gonzalez                      | 1887            | 1887          | [ 7 ]     |
|       | Général Juan Contreras Martinez                         | 1887            | 1888          | [ 7 ]     |
|       | Général Pedro Ruiz Dana                                 | 1888            | 1890          | [ 7 ]     |
|       | Général de brigade José Pascual Bonanza                 | 1890            | 1890          | [ 7 ]     |
|       | Général José Lasso y Pérez                              | 1890            | 1893          | [ 7 ]     |
|       | Général Luis Daban y Ramírez de Arrellanó               | 1893            | 1895          | [ 7 ]     |
|       | Général José Gamir                                      | 1895            | 1896          | [ 7 ]     |
|       | Général Emilio March                                    | 1896            | 1896          | [ 7 ]     |
|       | Général Sabas Marín González                            | 1896            | 1898          | [ 13 ]    |
|       | Général Ricardo de Ortega y Diez                        | 1898            | 1898          | [ 14 ]    |
|       | Général Andrés González Muñoz                           | 1898            | 1898          | [ 15 ]    |
|       | Général Ricardo de Ortega y Diez                        | 1898            | 1898          | [ 14 ]    |
|       | Général Manuel Macías Casado                            | 1898            | 1898          | [ 16 ]    |
|       | Général Ricardo de Ortega y Diez                        | 1898            | 1898          | [ 14 ]    |

### Gouverneurs sous l'administration coloniale américaine

#### Gouvernements militaires
| Image | Nom                                   | Début de mandat | Fin de mandat | Référence |
| ----- | ------------------------------------- | --------------- | ------------- | --------- |
|       | Commanding General Nelson Miles       | 1898            | 1898          | [ 17 ]    |
|       | Major général John R. Brooke          | 1898            | 1898          | [ 18 ]    |
|       | Major général Guy Vernon Henry        | 1898            | 1899          | [ 19 ]    |
|       | Major général George Whitefield Davis | 1899            | 1900          | [ 7 ]     |

#### Ère Post Foraker Act de 1900
| Image | Nom                                        | Début de mandat | Fin de mandat | Notes                                                                                   | Référence |
| ----- | ------------------------------------------ | --------------- | ------------- | --------------------------------------------------------------------------------------- | --------- |
|       | Charles Herbert Allen                      | 1900            | 1901          | Premier Gouverneur civil américain désigné par le président William McKinley            | [ 20 ]    |
|       | William Henry Hunt                         | 1901            | 1904          |                                                                                         | [ 21 ]    |
|       | Beekman Winthrop                           | 1904            | 1907          |                                                                                         | [ 8 ]     |
|       | Regis Henri Post                           | 1907            | 1909          |                                                                                         | [ 8 ]     |
|       | Colonel George Radcliffe Colton            | 1909            | 1913          |                                                                                         | [ 8 ]     |
|       | Arthur Yager                               | 1913            | 1921          |                                                                                         | [ 22 ]    |
|       | José E. Benedicto                          | 1921            | 1921          | Par intérim                                                                             | [ 8 ]     |
|       | Emmet Montgomery Reily                     | 1921            | 1923          |                                                                                         | [ 23 ]    |
|       | Juan Bernardo Huyke                        | 1923            | 1923          | Interim Governor                                                                        | [ 8 ]     |
|       | Horace Mann Towner                         | 1923            | 1929          |                                                                                         | [ 24 ]    |
|       | James R. Beverley                          | 1929            | 1929          |                                                                                         | [ 8 ]     |
|       | Général de brigade Theodore Roosevelt, Jr. | 1929            | 1932          |                                                                                         | [ 25 ]    |
|       | James R. Beverley 2e mandat                | 1932            | 1933          |                                                                                         | [ 8 ]     |
|       | Robert Hayes Gore                          | 1933            | 1934          |                                                                                         | [ 26 ]    |
|       | Benjamin Jason Horton                      | 1934            | 1934          |                                                                                         | [ 8 ]     |
|       | Général Blanton C. Winship                 | 1934            | 1939          | Sommairement limogé par le président Roosevelt le 12 mai 1939,.                         | [ 29 ]    |
|       | José E. Colón                              | 1939            | 1939          | Par intérim                                                                             | [ 7 ]     |
|       | Fleet Admiral William Leahy                | 1939            | 1940          |                                                                                         | [ 30 ]    |
|       | José Miguel Gallardo                       | 1940            | 1941          | Par intérim                                                                             | [ 7 ]     |
|       | Commander Guy J. Swope                     | 1941            | 1941          |                                                                                         | [ 31 ]    |
|       | José Miguel Gallardo                       | 1941            | 1941          | Par intérim                                                                             | [ 7 ]     |
|       | Rexford Tugwell                            | 1941            | 1946          |                                                                                         | [ 32 ]    |
|       | Jesús Toribio Piñero                       | 1946            | 1949          | Premier et unique gouverneur Boricua désigné sous l'administration coloniale américaine | [ 33 ]    |

### Gouverneurs sous la Constitution du Commonwealth de Porto Rico
| Image | Nom                      | Début de mandat | Fin de mandat | Parti | Parti                      | Référence |
| ----- | ------------------------ | --------------- | ------------- | ----- | -------------------------- | --------- |
|       | Luis Muñoz Marin         | 1949            | 1965          |       | Parti populaire démocrate  | [ 34 ]    |
|       | Roberto Sánchez Vilella  | 1965            | 1969          |       | Parti populaire démocrate  | [ 35 ]    |
|       | Luis A. Ferré            | 1969            | 1973          |       | Nouveau Parti progressiste | [ 36 ]    |
|       | Rafael Hernández Colón   | 1973            | 1977          |       | Parti populaire démocrate  | [ 37 ]    |
|       | Carlos Romero Barceló    | 1977            | 1985          |       | Nouveau Parti progressiste | [ 38 ]    |
|       | Rafael Hernández Colón   | 1985            | 1993          |       | Parti populaire démocrate  | [ 37 ]    |
|       | Pedro Rosselló González  | 1993            | 2001          |       | Nouveau Parti progressiste | [ 39 ]    |
|       | Sila María Calderón      | 2001            | 2005          |       | Parti populaire démocrate  | [ 40 ]    |
|       | Aníbal Acevedo Vilá      | 2005            | 2009          |       | Parti populaire démocrate  | [ 41 ]    |
|       | Luis Fortuño             | 2009            | 2013          |       | Nouveau Parti progressiste |           |
|       | Alejandro García Padilla | 2013            | 2017          |       | Parti populaire démocrate  |           |
|       | Ricardo Rosselló         | 2017            | 2019          |       | Nouveau Parti progressiste |           |
|       | Pedro Pierluisi          | 2019            | 2019          |       | Nouveau Parti progressiste |           |
|       | Wanda Vázquez            | 2019            | 2021          |       | Nouveau Parti progressiste |           |
|       | Pedro Pierluisi          | 2021            | 2025          |       | Nouveau Parti progressiste |           |
|       | Jenniffer González       | Depuis 2025     | en cours      |       | Nouveau Parti progressiste |           |